# Joe Ogilvie
Joe Ogilvie, né le 8 avril 1974 à Lancaster (Ohio), est un golfeur américain passé professionnel en 1996. Il remporte son premier tournoi sur le circuit du PGA Tour le 22 juillet 2007 en enlevant l'U.S. Bank Championship de Milwaukee.

## Palmarès

### PGA Tour
- 2007 : U.S. Bank Championship de Milwaukee

### Nationwide Tour
- 1998 : NIKE Monterrey Open, NIKE Greensboro Open
- 2003 : Jacob's Creek Open, The Reese's Cup Classic